# Ingenheim
Ingenheim är en kommun i departementet Bas-Rhin i regionen Grand Est (tidigare regionen Alsace) i nordöstra Frankrike. Kommunen ligger i kantonen Hochfelden som tillhör arrondissementet Strasbourg-Campagne. År 2022 hade Ingenheim 375 invånare.

## Befolkningsutveckling
Antalet invånare i kommunen Ingenheim
| Referens: INSEE |